# West-Pruisen
West-Pruisen was een provincie van Pruisen die bestond van 1773 tot 1829 en van 1878 tot 1919.

## Geschiedenis
Rond het midden van de 13e eeuw had de Duitse Orde van geestelijke ridders het land van de Pruzzen (Pruisen) en Kasjoeben onderworpen en gekerstend. Dit gebied omvatte de latere gewesten Oost- en West-Pruisen. Na een periode van grote voorspoed ontstonden belangentegenstellingen tussen de feodale kaste van de ridders en de inmiddels tot macht en welvaart gekomen steden, die zich bij het Hanzeverbond aansloten. De steden zochten steun bij de Poolse koningen en na een eeuw van strijd moest de Orde het westelijk deel van zijn gebied met de belangrijkste steden afstaan. Alleen Oost-Pruisen bleef, met uitzondering van Ermland, in handen van de Orde. Het zou in 1525 van een geestelijke staat in een seculier hertogdom Pruisen veranderen, en zich verbinden met het keurvorstendom Brandenburg.

## Autonoom deel van het koninkrijk Polen, 1466-1772
West-Pruisen werd in 1466 als een autonome provincie – Koninklijk Pruisen – in het Poolse koninkrijk opgenomen. De centraliserende en later door de Contrareformatie bepaalde politiek vanuit Warschau liet op den duur weinig over van de autonomie en het Duitstalige en culturele element kwijnde weg, behalve in de grotere en internationaal georiënteerde steden Danzig, Elbing en Thorn (het huidige Torun). Na 1466, afgezien van de grotere dominant lutherse steden, is een in aantal afnemende Duitstalige minderheid in West-Pruisen blijven wonen, die door de Contrareformatie binnen de Rooms-Katholieke Kerk werd gehouden en sindsdien voor een deel poloniseerde. 
In de 17e eeuw trad een lange periode van verval in, ten gevolge van de verwoestingen van de Dertigjarige Oorlog en de Noordse Oorlogen. Waarschijnlijk verdween de helft van de bevolking, vooral door epidemieën, en werden honderden dorpen verlaten. Steden vielen terug op een dorpsstatus en de kleinere moesten zich en hun rechten verkopen aan de adel. Na het midden van de 17e eeuw boeren uit Pommeren binnen omdat ook hun land zwaar was getroffen en zij hun vrijheden, land en rechtsstatus verloren aan de adel die zijn kans zag om hen tot horigheid te dwingen. De Poolse adel van West-Pruisen had belang bij een herbevolking om de economie in stand te houden en belastingen te kunnen blijven heffen. Zij lieten oogluikend de uitoefening van hun lutherse godsdienst toe, zoals zij dat al sinds het einde van de 16e eeuw ten aanzien van Mennonieten uit Noord-Nederland deed, die zich hier vooral langs de Weichsel vestigden, waar hun ontginningen en kanaliseringen voordeel brachten. Zij hielden zich religieus zodanig afzijdig dat in hen geen gevaar werd gezien voor de autochtone katholieke bevolking.
Honderden dorpen werden heropgericht of nieuw gesticht. Deze dorpen werden aangeduid als Holländereien, omdat zij statuten kregen volgens bepaald recht (zie Olędrzy). Echter, een minderheid van die in naam Hollandse dorpen werd ook feitelijk bevolkt door doopsgezinden (Mennonieten) uit de Nederlanden. Ook andere kolonisten konden die rechtstitel voor hun dorpen verwerven, zoals met name lutherse boeren uit Pommeren. Later werd daarom de relatie met Holland niet meer gelegd en heetten de dorpen 'Hauländereien', waarbij het woorddeel 'hau' naar ontginnen verwees. De rechtstitels waren overigens niet gegarandeerd. Soms, met name op kerkelijk grondbezit, werden tot enige welstand geraakte kolonistengemeenschappen gedwongen zich te bekeren als zij niet onteigend wilden worden. Het economisch herstel bleef overigens beperkt en met name de kleinere steden kregen hun vroegere bloei niet terug. In inventarisaties worden zij beschreven als vervallen met meer leegstaande dan bewoonde huizen. Omdat sommige stadjes zdanig met schulden belast waren, verkochten zij hun stadsrecht aan de adel.
Na het politieke verval van het koninkrijk Polen vielen bij de Eerste Poolse Deling in 1772 de West-Pruisische landstreken Ermland, Pommerellen en het Kulmerland toe aan Brandenburg-Pruisen, het koninkrijk van Frederik de Grote. Danzig en omgeving en het Kulmerland met de stad Thorn bleven daar voorlopig buiten totdat in 1793 ook deze gebieden Pruisisch werden. Staatkundig was het 15e-eeuwse Pruisen van de Duitse Orde nu weer één geheel geworden, zij het onder koninklijk gezag bestuurd vanuit Berlijn. West-Pruisen was een zeer verwaarloosd gebied dat langzaam tot ontwikkeling werd gebracht met Pruisische discipline. In 1773 hief Berlijn de lijfeigenschap in West-Pruisen op, en dat zou ook gaan gelden voor de Poolse gebieden die even later, in 1793, geannexeerd werden. In overig Polen zou de lijfeigenschap, onder Russisch gezag, tot 1863 blijven bestaan. De dorpen in het Pruisische deel werden voorzien van staatsscholen. De lutherse kerkgemeenten kregen officiële erkenning en staatssteun. De Poolse landadel moest zijn vrijwel onbeperkte macht gaan delen met een Pruisische ambtenarij. Een deel van de adel verkocht in de loop van de tijd zijn bezit aan Pruisische Junker. Staatskolonisatie met boeren uit overig Duitsland, waarvoor nieuwe dorpen werden aangelegd in ontginningsgebieden en bestaande dorpen werden uitgebreid, versterkte het Duitstalige element in de provincie aanzienlijk (zie Netzedistrict).

## De Poolse delingen, 1772-1815
Het gebied van de Poolse provincie West-Pruisen kwam bij de Eerste Poolse Deling in 1772 bij het Koninkrijk Pruisen. In de Tweede Poolse Deling kwamen daar in 1793 ook nog de steden Danzig en Thorn bij.
Pruisen moest bij de Vrede van Tilsit in 1807 Danzig, Kulmerland met Thorn, en het Netzedistrikt weer afstaan aan een door keizer Napoleon opgericht groothertogdom Warschau. Na enkele jaren herstelde het Congres van Wenen in 1815 de oude situatie. De provincie West-Pruisen werd sinds 1829 in personele unie met Oost-Pruisen bestuurd om in 1829 met deze provincie verenigd te worden tot de provincie Pruisen. In 1829 werd het zuidelijk deel (het zogenaamde Netzedistrict) aan de provincie Posen toegewezen. Pas in 1878 werden West- en Oost-Pruisen gescheiden in twee provincies. West-Pruisen, met als hoofdstad Danzig, werd vervolgens ingedeeld in de twee ‘Regierungsbezirke’ Danzig en Marienwerder.

## Provincie binnen het koninkrijk Pruisen tot 1870, binnen het keizerrijk Duitsland 1870-1919
In de 19e eeuw onderging de provincie West-Pruisen een ingrijpende germanisering in de bestuurlijke machtsverhoudingen en ook het grondgrondbezit in handen van de Poolse adel ging voor de helft in Duitse handen over. De West-Pruisische adel was na 1466 slechts voor een deel Duits van cultuur gebleven, met name de weinige families die luthers waren geworden en gebleven. De meeste geslachten hadden zich gepoloniseerd. Onder Pruisisch koningschap namen zij de gewoonte aan om een dubbele Pools-Duitse naam te gaan dragen. Alleen enkele families die het Pruisisch koningschap niet erkenden, besloten te emigreren naar het Russische of het Oostenrijkse deel van Polen. Families die bleven voegden zich vaak in het Pruisische ‘Junkertum’ (zie Junker) hoewel zij daarbinnen als katholieken een apart element bleven vormen. De maatschappelijke, politieke en economische positie van de Duitstaligen nam sterk toe, hoewel dat uiteindelijk weinig gevolgen had voor de getalsmatig nationale bevolkingsverhoudingen. Men mag zelfs stellen dat het aandeel van de Pools- en Kasjoebischtaligen op het platteland constant bleef. Alleen de hoofdstad Danzig groeide uit tot een metropool waarheen een deel van deze plattelandsbevolking verhuisde en in de Duitstalige stadscultuur assimileerde. Dat bleef zichtbaar in het aantal rooms-katholieken, dat in Danzig in de 19e eeuw groeide van een tiende tot meer dan een derde deel van de bevolking.
De gehele provincie West-Pruisen omvatte 25.550 km². Gedurende de periode 1815-1910 had de bevolking zich drie maal het oorspronkelijke aantal vermeerderd en in de laatste volkstelling van 1910 werden 1.703.400 inwoners geregistreerd, waarvan zich 1.097.900 (65%) als Duitstalig opgaven en 592.800 (35%) aangaven als primaire taal het Pools of Kasjoebisch te spreken. Na 1860 emigreerden veel inwoners van West-Pruisen vanwege de betere werkgelegenheid die de moderne industrialisering in het westen van het Duitse Rijk, met name in het Ruhrgebied, bood. Daartegenover kwamen veel Poolse (seizoen)arbeiders uit het sinds 1772-1815 Russische deel van Polen (het zogenaamde Congres-Polen) naar West-Pruisen.

## Gebiedsverdeling in hetVerdrag van Versailles, 1919
West-Pruisen werd na de Eerste Wereldoorlog door het Verdrag van Versailles (1919) voor een groot deel, en dan met name de landstreken Pommerellen en Kulmerland en de stad Thorn, aan de nieuw opgerichte Poolse republiek toegewezen. Pommerellen werd sindsdien ook wel aangeduid als de Poolse Corridor (doorgang door Duits gebied naar de zee). De hoofdstad van West-Pruisen – Danzig – werd door Polen opgeëist als de nieuwe Poolse zeehaven maar het verzet van de bevolking daartegen was zo heftig dat de Vredesconferentie besloot de stad en omgeving in te richten als een vrijstaat waarbinnen Polen doorvoerrechten zou krijgen: de vrije stad Danzig onder toezicht van de Volkenbond.
Het grootste deel van de oude provincie West-Pruisen, echter zonder de steden Danzig, Elbing en Marienburg en hun omgeving, werd bij de Vrede van Versailles in 1919 afgescheiden en aan het nieuw opgerichte Polen overgedragen. Danzig en omgeving werd een internationaal gecontroleerde vrijstaat. De door drieën gedeelde provincie bestond nu uit:
- 1. een deel dat tot Duitsland bleef behoren, bestaande uit de zeer overwegend Duitstalige kreisen (districten) ten oosten van de Weichsel (met name Marienburg, Marienwerder en Elbing) bleven bij Duitsland en werden nu in de provincie Oost-Pruisen opgenomen. Deze districten telden ca. 300.000 inwoners waarvan 90% Duitstalig. En daarnaast werden ook enkele westelijke, aan Pommeren grenzende en eveneens overwegend Duitstalige districten bij Duitsland gelaten: Deutsch Krone, Flatow, Schlochau en Schneidemühl - welke in 1922 met enkele soortgelijke districten van de aan Polen toegewezen provincie Posen werden verenigd tot een nieuwe provincie Grenzmark Posen-Westpreußen. Het voorheen West-Pruisische aandeel aan deze nieuwe provincie omvatte ca. 290.000 inwoners, waarvan twee derde deel zich in 1910 als primair Duitstalig had aangegeven,
- 2. de vrije stad Danzig omvattend 1.950 km² met ca. 360.000 inwoners, waarvan 340.000 Duitstaligen, en
- 3. de in 1919 aan Polen overgedragen delen van West-Pruisen die 15.778 km² omvatten, en aangevuld met de genoemde kleinere delen van de provincies Posen en Oost-Pruisen werd het gebied nu aangeduid als de nieuwe Poolse provincie Pommerellen (Województwo Pomorskie), die 16.386 km2 omvatte. In Duitsland werd dit gebied de Poolse Corridor genoemd omdat het Oost-Pruisen van de rest van Duitsland scheidde. Van de ca. 940.000 inwoners van dit gebied hadden zich in 1910 421.000 (bijna 45%) als Duitstalig opgegeven. Onder druk emigreerde in de drie jaren na 1919 meer dan 200.000 Duitsers zodat er in 1921 nog maar 185.000 over waren (bijna 20%), en in het decennium daarna nog eens zoveel, waardoor hun aantal verder tot 105.000 (ruim 10%) daalde. Vooral de steden ondergingen een drastische bevolkingsvernieuwing; waar zij voor de oorlog nog door een Duitse meerderheid werden bewoond, was deze in 1926 al geslonken tot 10-20%. De emigranten vertrokken naar bij Duitsland gebleven gebied of naar Danzig, nadat zij hun ambtelijke posities hadden moeten opgeven of geen toestemming kregen hun onafhankelijke beroepspraktijk voort te zetten. Tweetaligen, als regel ook katholieken, bleven maar gaven zich voortaan als Poolstalig op. De achtergebleven (lutherse) Duitsers konden zich alleen als economisch zelfstandigen handhaven, met name als boeren en agrarische industriëlen en, voor zover zij in eigen kring nog voldoende klandizie behielden, als middenstanders. Een aanzienlijk deel van het grootgrondbezit bleef ondanks massale verkoop onder druk van emigratie en confiscatiemaatregelen van de overheid in Duitse handen. Was het private grondbezit voor de oorlog nog grotendeels in Duitse handen, in 1926 was dat nog maar voor een derde. De Duitse grondbezitters, meest boeren, sloten zich aaneen in co-operaties om zich tegen overheidsmaatregelen te verweren.

Polen onderwierp het reizen tussen Oost-Pruisen en Danzig en Duitsland door de Poolse Corridor aan strenge beperkingen. Speciale vergunningen waren nodig voor het reizen met treinen, die bovendien geblindeerd werden. Duitsland besloot daarom het reisverkeer over de Oostzee tussen Danzig en Stettin te faciliteren met de veerdiensten van de Seedienst Ostpreussen.

## Reichsgau Danzig-Westpreußen, 1939-1945
Na de nationaalsocialistische bezetting van Polen in september 1939 werd de "Reichsgau Danzig-Westpreußen" opgericht, een bestuursgebied waarbij nu ook het Netzedistrict werd gevoegd, zoals dat voor ook 1878 het geval was geweest. Poolse intellectuelen, overheidsfunctionarissen en priesters, vooral zij die zich na 1919 hier gevestigd hadden, werden tijdens de invasie geliquideerd en overigens, na de annexatie, geconcentreerd in het kamp Stutthof bij Danzig. Velen van hen overleefden dat niet. Een ambtenaren- en politiekorps uit Duitsland, deels bestaande uit de Westpruisische emigranten, nam alle bestuursposten over. Dat begon met wraaknemingen en eindigde in een terreurregime. Veel autochtone tweetalige Polen en Kasjoeben namen uit lijfsbehoud een tweederangspositie aan als 'half-Duitser', wat hen van uitwijzing vrijwaarde maar hun slechts beperkte rechten op bezit en woonplaats garandeerde, tegenover gedwongen arbeidsdienst en dienstneming in de Wehrmacht of in bewakings- en politie-eenheden.
De grondverkopen en onteigeningen sinds 1919 werden ongedaan gemaakt en het Duitse bezit werd aangevuld met grootschalige confiscaties, vooral ten behoeve van geëvacueerde Volksduitsers uit door de Sovjet-Unie bij het Molotov-Ribbentroppact in 1939 geannexeerde Roemeense en Poolse gebieden en uit de Baltische staten (Baltische Duitsers). Zie dienden als kolonisten de germanisering in het kader van het Generalplan Ost.

## Terugkeer onder Pools staatsgezag en vlucht van een deel van de bevolking, 1945
Bij de komst van het Sovjet-leger sloegen begin 1945 de Duitsers en een deel van de mensen met een ‘Volksliste’ kwalificatie op de vlucht. Vooral de bevolking van het in puin gebombardeerde Danzig viel daaraan tot slachtoffer: een op de vier kwam om het leven. De Duitse bevolking, voor zover niet gevlucht en omgekomen, werd, na internering en eventuele veroordeling tot dwangarbeiderskampen, uitgewezen naar wat van Duitsland was overgebleven. Degenen die zich onder de naziterreur hadden laten registreren als (half-)Duitser kregen de mogelijkheid weer hun Poolse nationaliteit van voor de oorlog aan te vragen, die alleen werd verleend na onderzoek van hun antecedenten. Zie voor het hoofdartikel over dit onderwerp Verdrijving van Duitsers na de Tweede Wereldoorlog en etnische zuivering.
In maart 1945 werd het gebied door de Sovjet-Unie bezet en na enige tijd aan Polen overgedragen. Honderdduizenden nieuwe Poolse bewoners immigreerden nu naar de voorheen door Duitsers en Danzigers bewoonde gebieden. De tussen 1919 en 1939 Poolse gebieden waren door het Sovjet-leger betrekkelijk intact gelaten; het als Duits beschouwde Danzig was zo goed als vernietigd en moest eerst heropgebouwd worden voordat een nieuwe bevolking daar haar woonplaats kon vinden.
In het "Zwei-plus-Vier-Vertrag" van 12 september 1990 erkende het verenigde Duitsland West-Pruisen als het volkenrechtelijke bezit van de Poolse staat. Na 1990 mochten de bewoners die een Duits paspoort hadden of wier ouders voor 1945 een Duits paspoort hadden bezeten, dat opnieuw aanvragen. Een aanzienlijk aantal vertrok daarmee, al voordat binnen de Europese Unie vrij personenverkeer werd mogelijk gemaakt, naar Duitsland om daar tijdelijk werk te zoeken of zich blijvend te vestigen.
Tegenwoordig is de streek die vanouds Pommerellen werd genoemd, opgenomen in de 2,2 miljoen inwoners tellende Poolse woiwodschap (provincie) Pomorskie (Pommeren), waarvan het vroegere Danzig, nu Gdańsk, de hoofdstad is. Wat vanouds Kulmerland heette, is opgenomen in de woiwodschap Kujawsko-Pomorskie (Koejavisch Pommeren) welke 2,1 miljoen inwoners telt.

## Bestuurlijke indeling (voor 1920)

### Regierungsbezirk Danzig

#### Stadsdistricten (Stadtkreise)
1. Danzig
2. Elbing

#### Districten (Landkreise)
1. Berent (Koscierzina)
2. Danziger Höhe (zetel: Danzig)
3. Danziger Niederung (zetel: Danzig)
4. Dirschau (Tczew)
5. Elbing (Elbląg)
6. Karthaus (Kartuzy)
7. Marienburg (Malbork)
8. Neustadt (Wejherowo)
9. Preußisch Stargard (Starogard)
10. Putzig (Puck)

### Regierungsbezirk Mariënwerder

#### Stadsdistricten (Stadtkreise)
1. Graudenz
2. Thorn

#### Districten (Landkreise)
1. Briesen (Wąbrzeźno)
2. Culm (Chelmno)
3. Deutsch Krone (Wałcz)
4. Flatow (Złotów)
5. Graudenz (Grudziądz)
6. Konitz (Chojnice)
7. Löbau (zetel: Neumark) (Lubawa)
8. Marienwerder (Kwydziń)
9. Rosenberg (Susz)
10. Schlochau (Człuchów)
11. Schwetz (Świecie)
12. Strasburg (Brodnica)
13. Stuhm (Sztum)
14. Thorn (Toruń)
15. Tuchel (Tuchola)

## Eerste presidenten (Oberpräsidenten)
- 1815-1829: Theodor Heinrich von Schön
- 1829-1878: deel van de provincie Pruisen
- 1878-1879: Heinrich Karl von Achenbach
- 1879-1888: Karl Adolf Ernst von Ernsthausen
- 1888-1891: Adolf Hilmar von Leipziger
- 1891-1902: Gustav Heinrich Konrad von Goßler
- 1902-1905: Klemens Delbrück
- 1905-1919: Ernst Ludwig von Jagow